# 635 (numero)
Seicentotrentacinque è il numero naturale dopo il 634 e prima del 636.

## Proprietà matematiche
- È un numero dispari.
- È un numero composto, con i seguenti 4 divisori: 1, 5, 127, 635. Poiché la somma dei suoi divisori (escluso il numero stesso) è 133 < 635, è un numero difettivo.
- È un numero semiprimo.
- È la somma di nove numeri primi consecutivi (53 + 59 + 61 + 67 + 71 + 73 + 79 + 83 + 89).
- È un numero felice.

## Astronomia
- 635 Vundtia è un asteroide della fascia principale del sistema solare.
- NGC 635 è una galassia spirale della costellazione della Balena.

## Astronautica
- Cosmos 635 è un satellite artificiale russo.